# Jean-Joseph Crotti
Pour l’article homonyme, voir Jean Crotti.
Jean-Joseph Crotti, né le 24 avril 1878 à Bulle, en Suisse, et mort le 30 janvier 1958 à Neuilly-sur-Seine, est un peintre et lithographe suisse de naissance, naturalisé français en 1927. Par son mariage avec Suzanne Duchamp, il était le beau-frère de Jacques Villon, Marcel Duchamp et Raymond Duchamp-Villon.

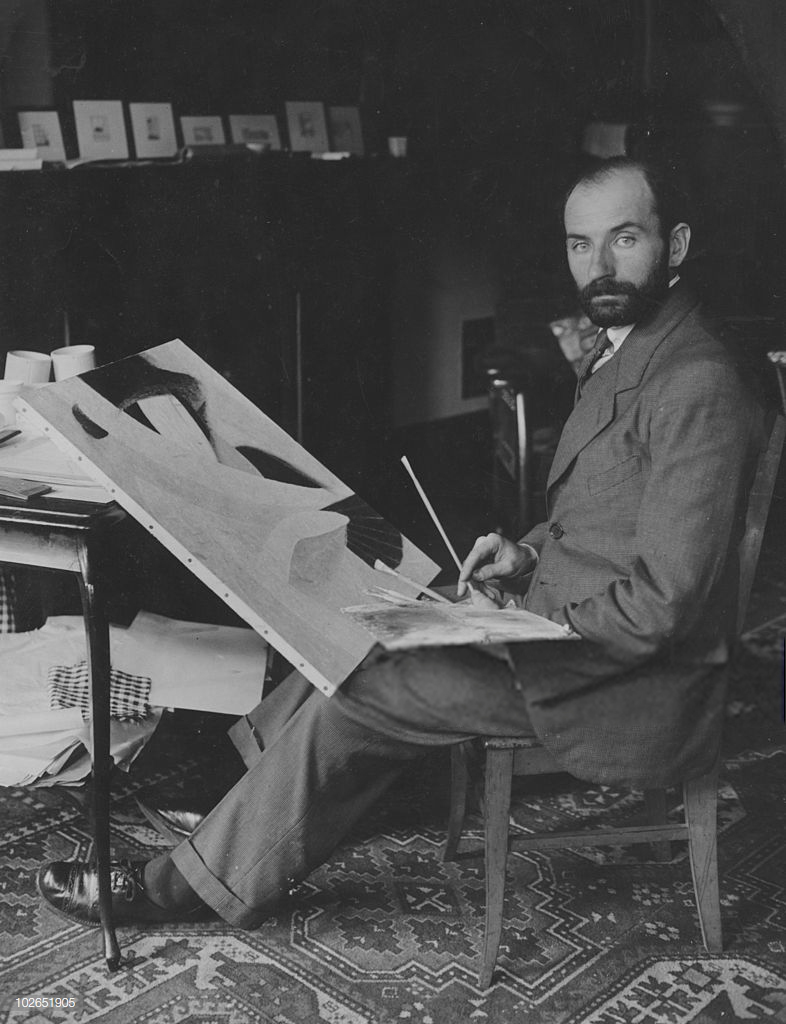
Jean Crotti, New York, circa 1915. Photo Paul Thompson

## Biographie

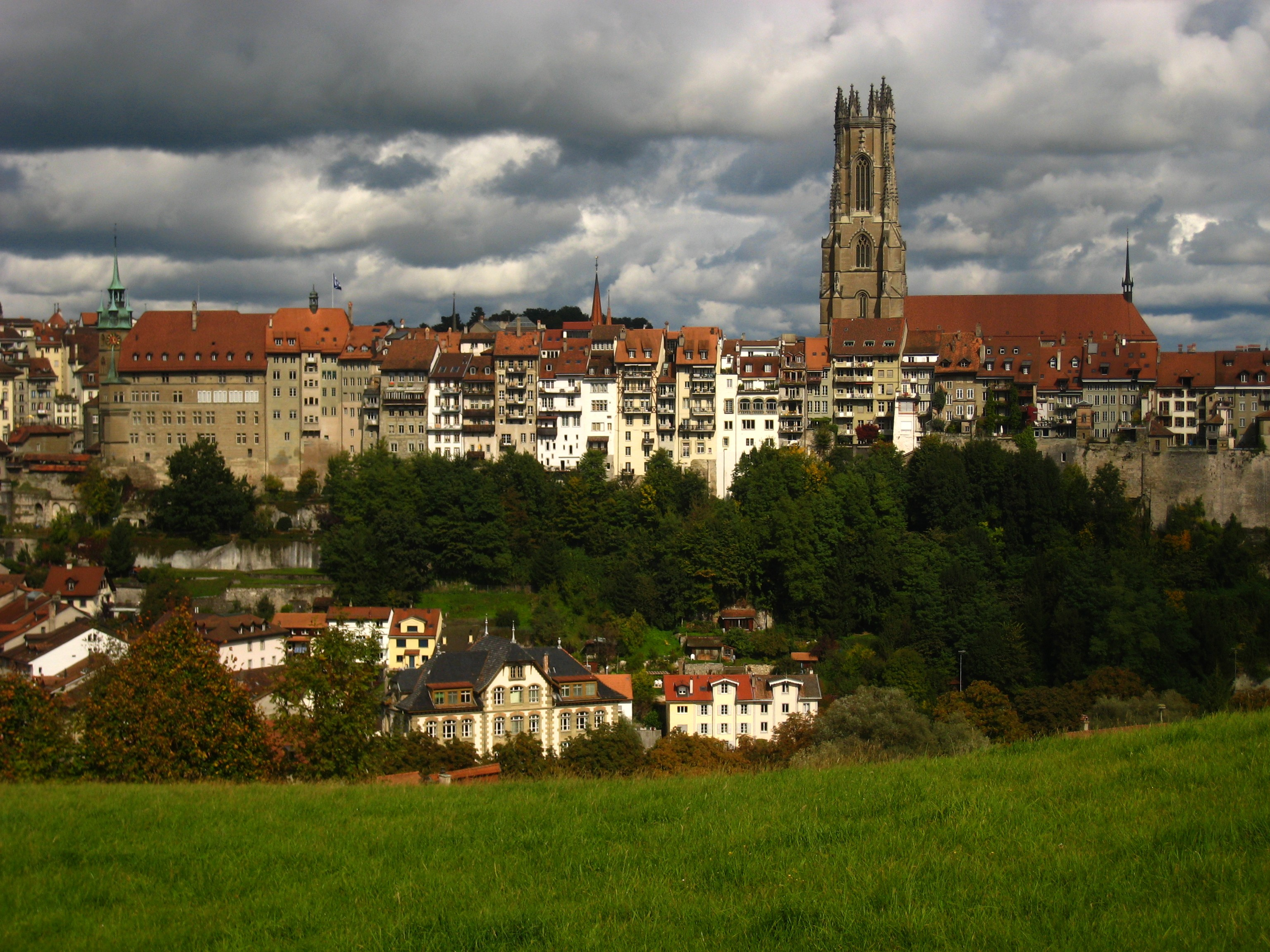
Fribourg (Suisse)

Cadet de trois enfants, Jean-Joseph Crotti passe son enfance dans un petit village de la Suisse francophone jusqu'au déménagement de sa famille à Fribourg. Son père, Charles Crotti (1847-1933) est entrepreneur-peintre en bâtiment.
Après des études secondaires au collège de Fribourg, il entre en 1896 à l'école des Arts décoratifs de Munich et, en 1900, il est apprenti pour un décorateur de théâtre. L'année suivante, il s'inscrit à l'Académie Julian à Paris où ses maîtres sont Tony Robert-Fleury et Jules Lefebvre et où il côtoie Edgar Degas. Il s'installe dans un petit atelier de la rue Pierre-Fontaine en 1902.
Influencé par le primitivisme et le fauvisme, puis intéressé par l'Art nouveau et l'orphisme, il s'essaie au cubisme à partir de 1912 et entre en relation avec le groupe d'artistes dit de « a Section d'or »,. 
Cherchant une atmosphère moins pesante que celle de Paris au début de la Première Guerre mondiale, Crotti et sa femme, Yvonne Chastel, quittent la France pour les États-Unis. Ils s'installent à New York. Crotti fait la connaissance de Walter et Louise Arensberg, réputés collectionneurs d'art moderne et réunissant au cours de leurs soirées les artistes et intellectuels de l'avant-garde new-yorkaise. Se liant d'amitié avec Francis Picabia et partageant un atelier avec Marcel Duchamp, Jean-Joseph Crotti sent en lui une grande métamorphose esthétique et personnelle qu'il décrira dans le projet pour Dadaglobe : « 1915 Naissance de Jean Crotti 2 par autoprocréation et selfaccouchement et sans cordon ombilical. »   

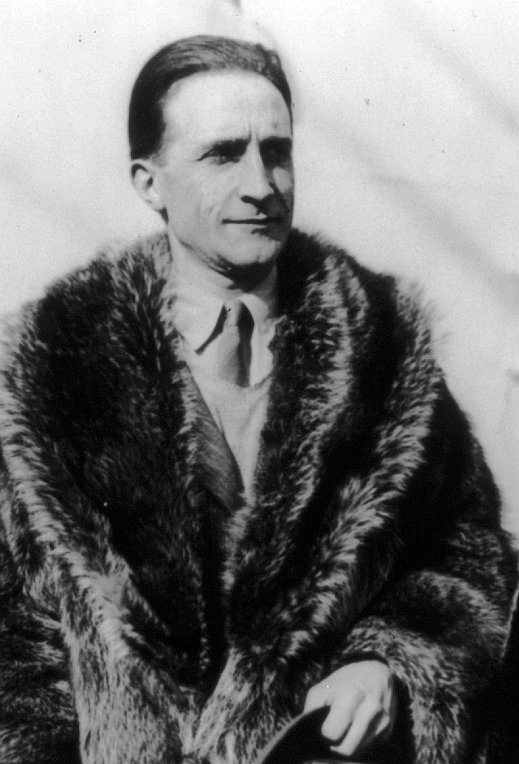
Marcel Duchamp

En avril 1916, en compagnie d'œuvres de Duchamp, Albert Gleizes et Jean Metzinger, en la Montross Gallery de New York, Crotti expose trois constructions faites de verre peint, de métal et d'objets trouvés. L'une d'elles Portrait sur mesure de Marcel Duchamp - « exécuté en fil de fer sur le visage même de l'artiste à New York, analyse-t-on, ce portrait prouve l'attirance de Crotti pour l'esthétique industrielle propre au mouvement Dada » - suscite la réprobation des critiques qui lui reprochent de se moquer du public.
En septembre 1916, il est de retour à Paris et tombe amoureux de Suzanne Duchamp, sœur de Marcel, tandis que celui ci commence une liaison avec Yvonne Crotti. Jean et Yvonne divorcent le 29 décembre 1917. Le premier épouse Suzanne Duchamp en 1919 et la seconde continue une vie maritale avec Marcel Duchamp tout en reprenant à partir de 1920 la liaison parallèle qu'elle a nouée depuis la fin de l'adolescence avec Marie Laurencin, sa condisciple à l'Académie Humbert.
En 1920, Crotti et Suzanne, ainsi que Picabia et Georges Ribemont-Dessaignes exposent au premier Salon des indépendants d'après-guerre. Il participe également à l'exposition Dada organisée par Tristan Tzara à la galerie Montaigne (Paris, juin 1921). Mais l'engagement de Crotti, soutenu par Suzanne, est ambivalent. Même si les plus récents tableaux (« Neurhastenie », « Laboratoire d'idées ») évoquent les « toiles mécaniques » de Picabia, André Salmon, critique anti-dadaïste à qui on a confié le texte du catalogue de l'exposition voit en Crotti un artiste voué à la tradition et à la restauration d'un art religieux. Ce que Crotti ne dément pas. Tout en se surnommant "Tabu-Dada" (ou "Dada-tabu"), il entérine sa rupture complète avec le mouvement de Tristan Tzara.
Exposé Salon d'automne de 1921, avec « Mystère acatène » Crotti veut marquer la naissance d'un nouveau mouvement Dada fortement empreint de mysticisme : « Tabu est une religion philosophique… Nous souhaitons par les formes, par les couleurs, par n'importe quel moyen, exprimer le mystère, la divinité de l'univers et de tous les mystères». Waldemar-George, visiteur de son exposition à la Galerie Paul Guillaume en 1923, y observe que « cet artiste réduit la forme à ses éléments géométriques primaires. La forme déterminée par les principes de  la composition paraît indépendante de son contenu ». En novembre 1926, il expose 55 tableaux sans titre à la galerie Barbazanges. Il est naturalisé français en 1927.
En 1937, Baigneuse, l'une de ses œuvres majeures, figure au Petit-Palais dans le cadre de l'exposition des Maîtres de l'art Indépendant. De 1938 date son invention du « gemmail », technique de vitrail sans plomb permettant la superposition de verres colorés, par laquelle il obtient « la possibilité d'affirmer son sens chromatique ainsi qu'une tendance expressionniste longtemps refoulée ».
De mars à juin 1956, une exposition importante rend hommage à l'homme et à son art à travers l'exposition "Les Gemmaux de France" qui se déroule à Paris, à la Galerie d'Art de la Lumière, où une trentaine d’œuvres créées à l'Atelier Malherbe sous la direction du fils de Roger Malherbe-Navarre sont ainsi révélées. Certaines sont signées de Georges Braque, Pablo Picasso.
Jusqu'à sa mort, Jean-Joseph Crotti ne cessera de peindre. Dans les années 1950, il reprend les mêmes motifs de cercles et de trajectoires superposés de ses œuvres du début des années 1920 qu'il qualifie de « peinture cosmique ». Il meurt le même jour que son frère aîné André (chirurgien installé dans l'Ohio), le 30 janvier 1958, et repose au cimetière Saint-Léonard de Fribourg.

## Œuvres

### Peintures et assemblages
- Le rêve, huile sur toile, 1914
- Les Forces mécaniques de l'amour, mouvement, assemblage, 1916
- Portrait sur mesure de Marcel Duchamp, assemblage, 1916
- Neurhastenie, 1920
- Idée en course de procession, 1920
- Poésie sentimentale, 1920

### Bibliophilie
- Jean Crotti, Courants d'air sur le chemin de ma vie - Tabu Dada - Poèmes et dessins, treize gravures sur cuivre de Jacques Villon d'après les dessins de Jean Crotti, soixante exemplaires numérotés, sans nom d'éditeur, 1941[18].

### Écrits
- Jean Crotti, « Tabu », The Little Review, vol.VIII, vol.2, printemps 1922, pages 44-45[19].

## Distinctions
- Chevalier de la Légion d'honneur (1950)

## Expositions

### Expositions personnelles
- Montross Gallery, New York, 1915.
- Galerie Bourgeois, New York, 1916.
- Jean Crotti - Suzanne Duchamp, Galerie Montaigne, Paris, 1921[13].
- Galerie Trémois, Paris, 1922.
- Galerie Paul Guillaume, Paris, 1923[12],[13].
- Galerie Malik, Berlin, 1925[7].
- Galerie Hodebert, Paris, 1926[20].
- Galerie Danton, Paris, 1928.
- Galerie de France, Paris, 1930, mai-juin 1942.
- Galerie Balzac, New York, 1932.
- Galerie Jeanne Castel, Paris, 1936.
- Galerie Drouant-David, Paris, 1943.
- Jean Crotti - Gemmaux, Galerie Raphaël Gérard, Paris, décembre 1945.
- Jean Crotti - Gemmaux, Centre d'études supérieures, New York, janvier-février 1946.
- Jean Crotti - Gemmaux - Centre culturel de l'Ambassade de France, New York, 1947.
- Galerie Bignon, Paris, 1950.
- Galerie de l'Institut, Paris, 1955.
- Galerie de Berri, Paris, octobre 1955[21], 1956.
- Musée Caccia, Lugano, 1955.
- Musée d'Art et d'Histoire, Fribourg, 1955, juin-septembre 2008.
- Jean Crotti - Gemmaux, Galerie d'art et lumière, Paris, 1956.
- Musée Grimaldi, Antibes, 1957.
- Jean Crotti - Rétrospective : peintures, gouaches, dessins, gemmaux, Musée Galliera, décembre 1959 - janvier 1960.
- Jean Crotti, Serge Férat, Galerie Lucie Weill, Paris, janvier 1963.
- Cordier and Ekstrom Gallery, New York, avril-mai 1970.
- Galerie Gimpel et Hanover, Zurich, octobre-novembre 1974.
- Tabu Dada - Jean Crotti et Suzanne Duchamp, 1915-1922, Kunsthalle de Berne, 1983 ; Philadelphia Museum of Art, novembre 1983 - janvier 1984[22].
- Jean Crotti - Inhabiting abstraction, Francis M. Naumann Fine Art, New York, 2011[23],[24].

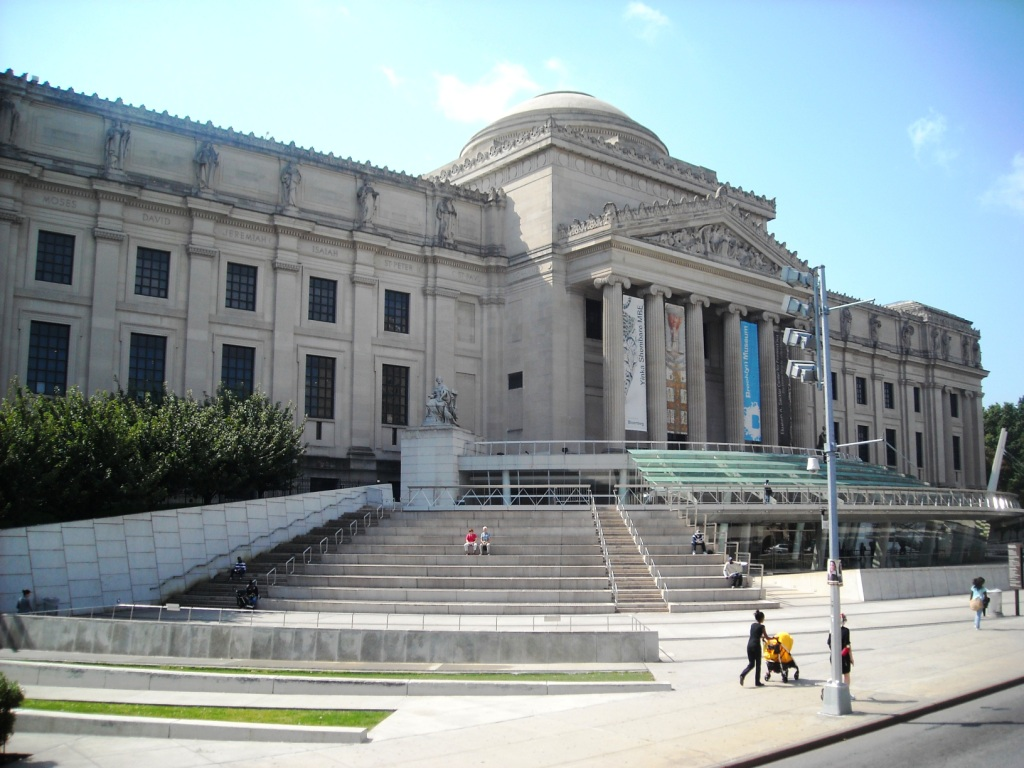
Brooklyn Museum, New York

### Expositions collectives

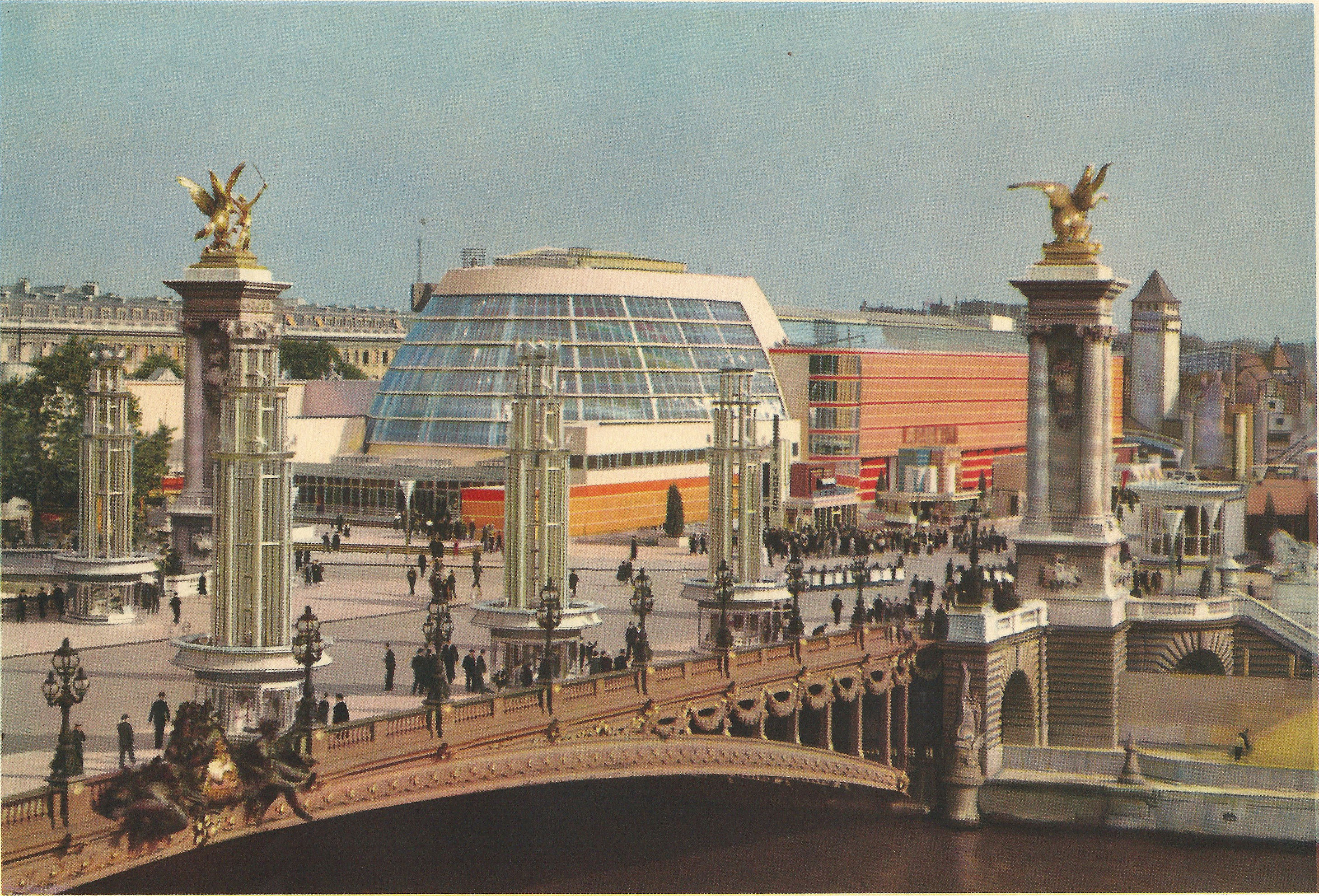
Exposition universelle de 1937, pavillon de l'air

- Salon des indépendants, Paris, à partir de 1907.
- Salon d'automne, Paris, sociétaire de 1909 à 1942.
- Les quatre mousquetaires : Jean Crotti, Marcel Duchamp, Albert Gleizes, Jean Metzinger, Montross Gallery, avril 1916[23],[7].
- Society of Independant artists Inc., New York, 1917[3].
- Salon de la folle enchère - Cent peintres, Hôtel de la Chambre syndicale de la curiosité (Société des amateurs d'art et des collectionneurs, catalogue préfacé par André Salmon), novembre 1923.
- International Exhibition of Art, Brooklyn Museum, New York, 1926.
- Les maîtres de l'art indépendant, Petit Palais, 1937.
- Décoration en gemmail du pavillon de l'air, Exposition universelle de 1937, Paris[3].
- Salon des Tuileries, Musée d'art moderne de la ville de Paris, juin-juillet 1944.
- 1er Salon Biarritz Saint-Sébastien - École de Paris, peinture, sculpture, casino Bellevie, Biarritz et Musée San Telmo, Saint-Sébastien, juillet-septembre 1965[25].
- Dada, Musée national d'art moderne, Paris, 1966.
- Cubofuturismo in Svizzera, 1912-1925 - Alice Bailly, Arnold Brügger, Gustave Buchet, Jean Crotti, Johannes Itten, Oscar Lüthy, Galleria Milano, Milan, 1975.
- Histoires de musées, Musée d'Art moderne de la ville de Paris, juin-octobre 1989.
- L'École de Paris, 1904-1929 - La part de l'autre, Musée d'Art moderne de la ville de Paris, novembre 2000 - mars 2001.
- Dada, Centre Georges-Pompidou, Paris, octobre 2005 - janvier 2006[26].
- Approche du cubisme - Les héritiers de Braque, Musée Pierre-Noël de Saint-Dié-des-Vosges, juillet-septembre 2013[27].
- Couples modernes, Centre Pompidou-Metz, avril-août 2018[28].

## Réception critique
- « Crotti recourt aux contrastes de factures pour faire vivre sa surface, pour l'animer et pour l'intensifier. Il fait émaner ses figures d'un fond sombre. Il les immerge dans une ambiance opaque. Tantôt il met en valeur leur volume, leur densité, leur poids. Tantôt, il les traite comme des fantômes nocturnes, comme des vivions mentales. Mais quel que soit le style qu'il choisisse, Crotti transgresse les limites de la plastique, considérée comme une technologie. Il situe le motif pittoresque dans un plan poétique, irréaliste, fictif. Il exalte ses fictions, il leur confère une nouvelle éloquence. Il les extériorise par des moyens physiques et toujours propres à l'art de la peinture. » - Waldemar-George[29]
- « Ses œuvres les plus curieuses sont d'inspirations cubistes. Il s'agit de femmes ou autres personnages dits "aux cristaux". Des bustes ou des têtes schématisés se détachent sur un fond formé de plans qui se chevauchent, se superposent et s'accumulent. Parfois, le lien entre le fond et le personnage est constitué par un éventail. Cet éventail a en commun avec le personnage le fait qu'on peut les identifier tous les deux, dire de l'un : "c'est un éventail", de l'autre : "c'est un personnage" ; et il a en commun ave le fond le fait qu'il se compose d'une série de plans. Mais il arrive que le jeu de plans se substitue au personnage qui disparaît alors complètement, tandis que le fond est formé par,une surface de couleur où les coups de pinceau donnés un peu partout produisent une légère impression de granulation. Dans d'autres cas, c'est l'éventail qui prend de l'importance : sa forme répétée et disposée de diverses façons finit par constituer le buste et les épaules du personnage, provoquant la même impression de surprise que les légumes ou les fruits utilisés par Giuseppe Arcimboldo. » - Revue Connaissance des arts[21]
- « Tour à tour cubiste, dadaïste et non figuratif, Crotti n'a jamais cessé d'explorer les ressources du langage coloré. Ces recherches devaient aboutir en 1938 au "gemmail", une sorte de superposition de verres colorés dont le dessin n'était pas scandé par le plomb. » - Gérald Schurr[30]
- « Après sa période Dada et concernant ensuite l'ensemble de son œuvre, il n'eut qu'un rôle effacé dans l'après-cubisme, encore que, à partir de 1920, il ait pour sa part donné à la construction rigoureuse et statique issue de cubisme, un double prolongement dans la dynamisation et dans l'abstraction des formes, et qu'il ait montré au long de sa carrière un sens chromatique de qualité. » - Jacques Busse[31]

## Distinctions
- Diplôme d'honneur pour les décorations du pavillon de l'air, Exposition universelle de 1937[3].
- Chevalier de la Légion d'honneur, 1950[32].

## Collections publiques

### États-Unis

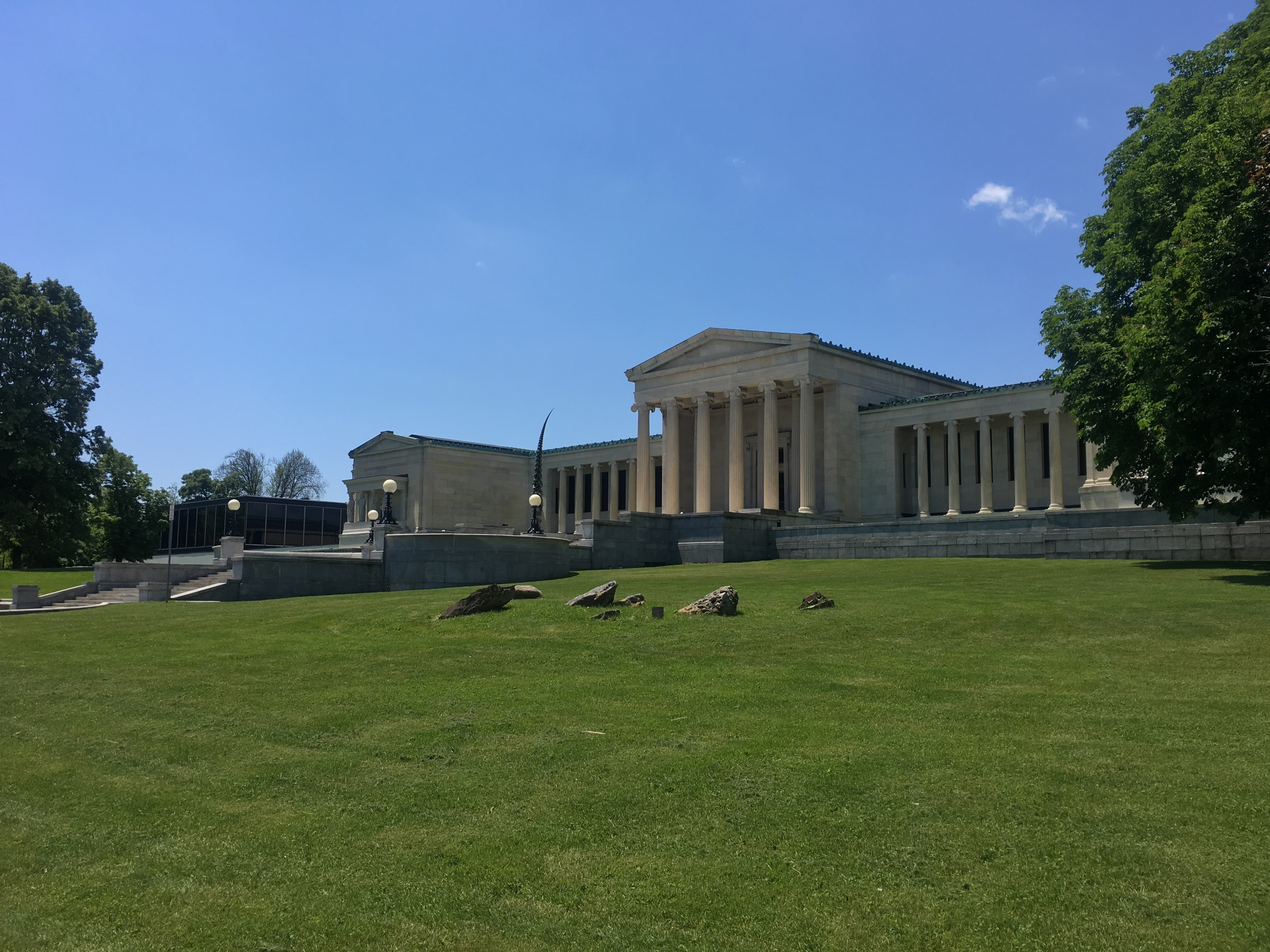
Galerie d'art Albright-Knox, Buffalo

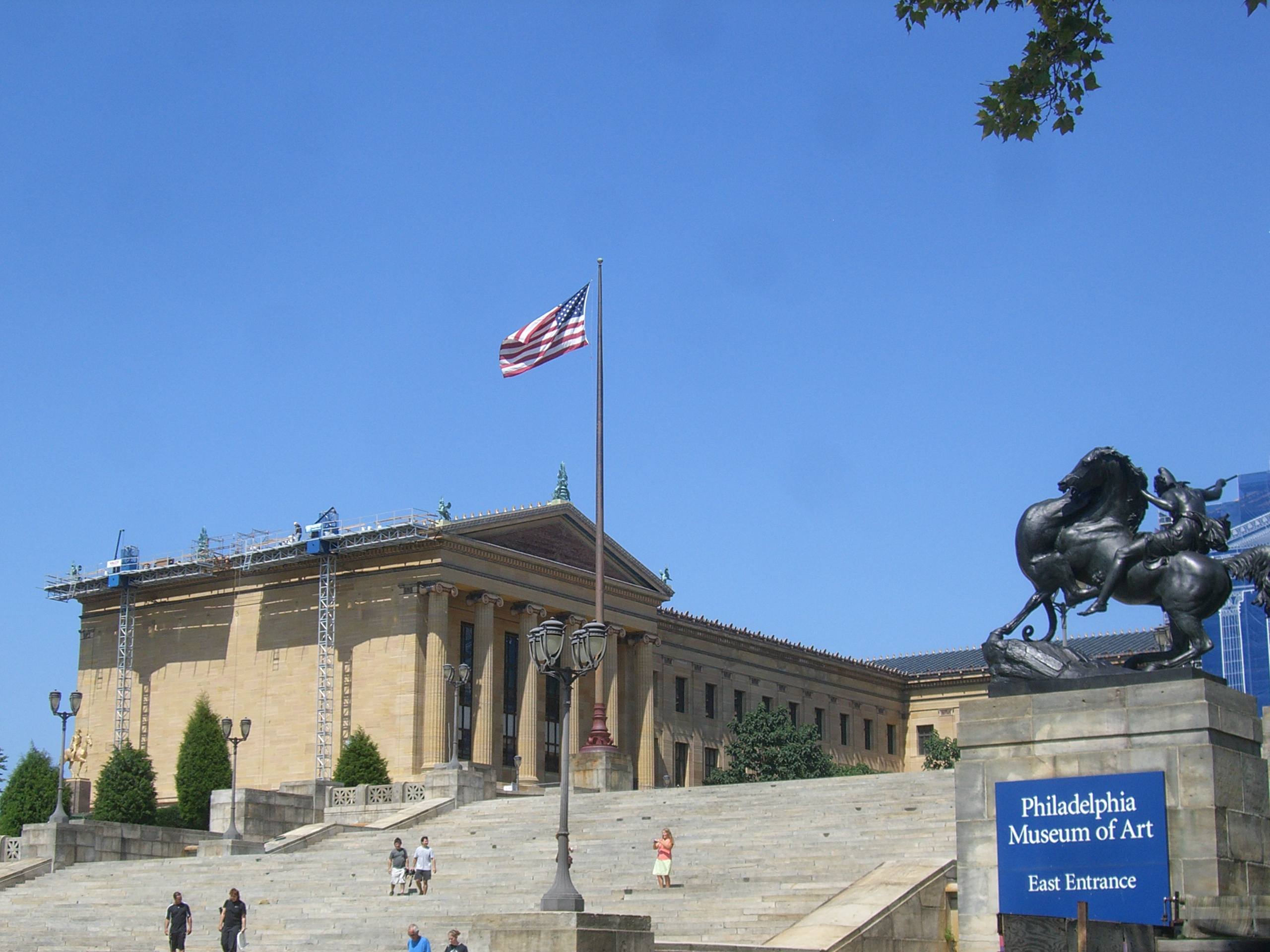
Philadelphia Museum of Art

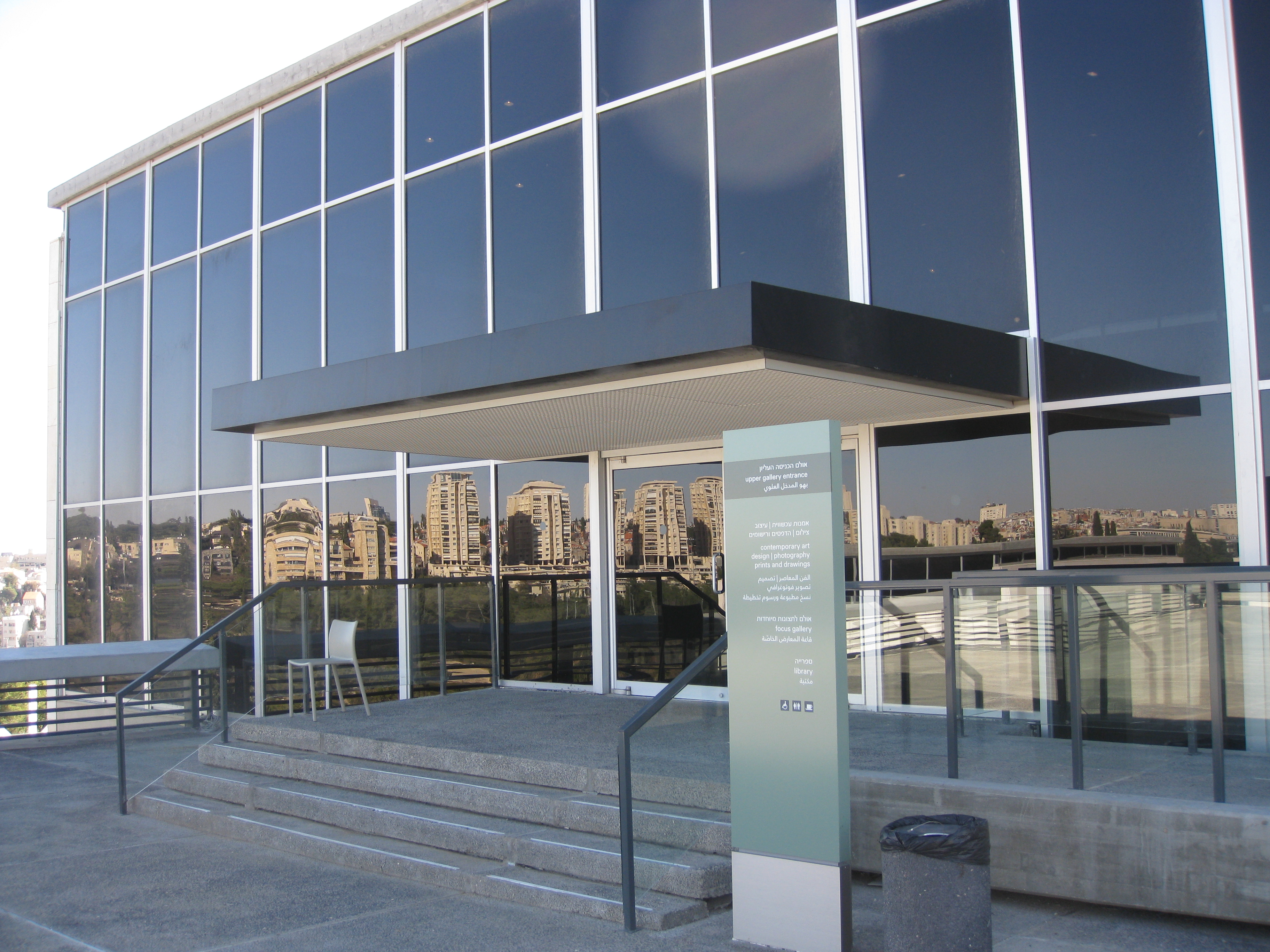
Musée d'Israël, Jérusalem

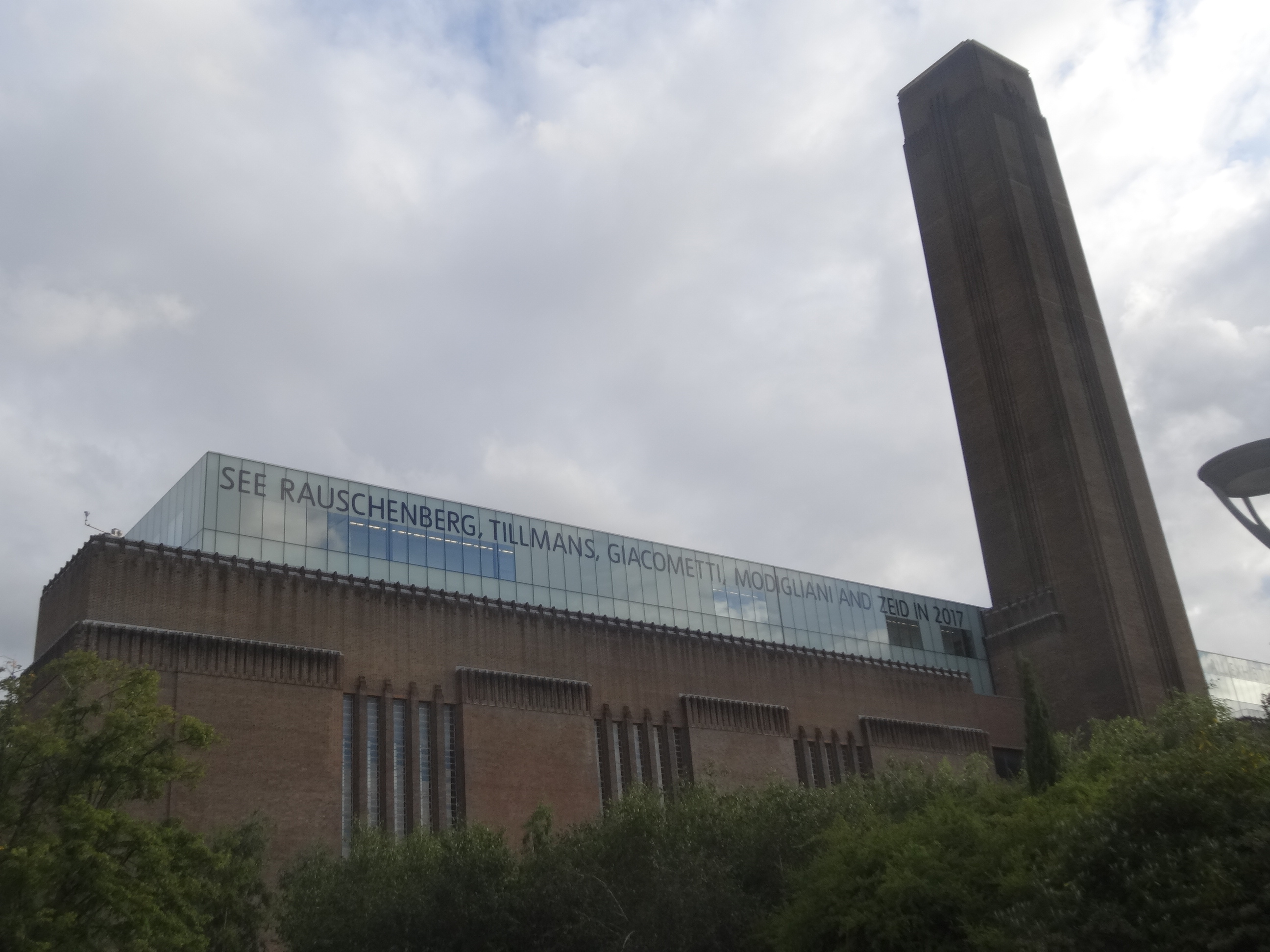
Tate Modern, Londres

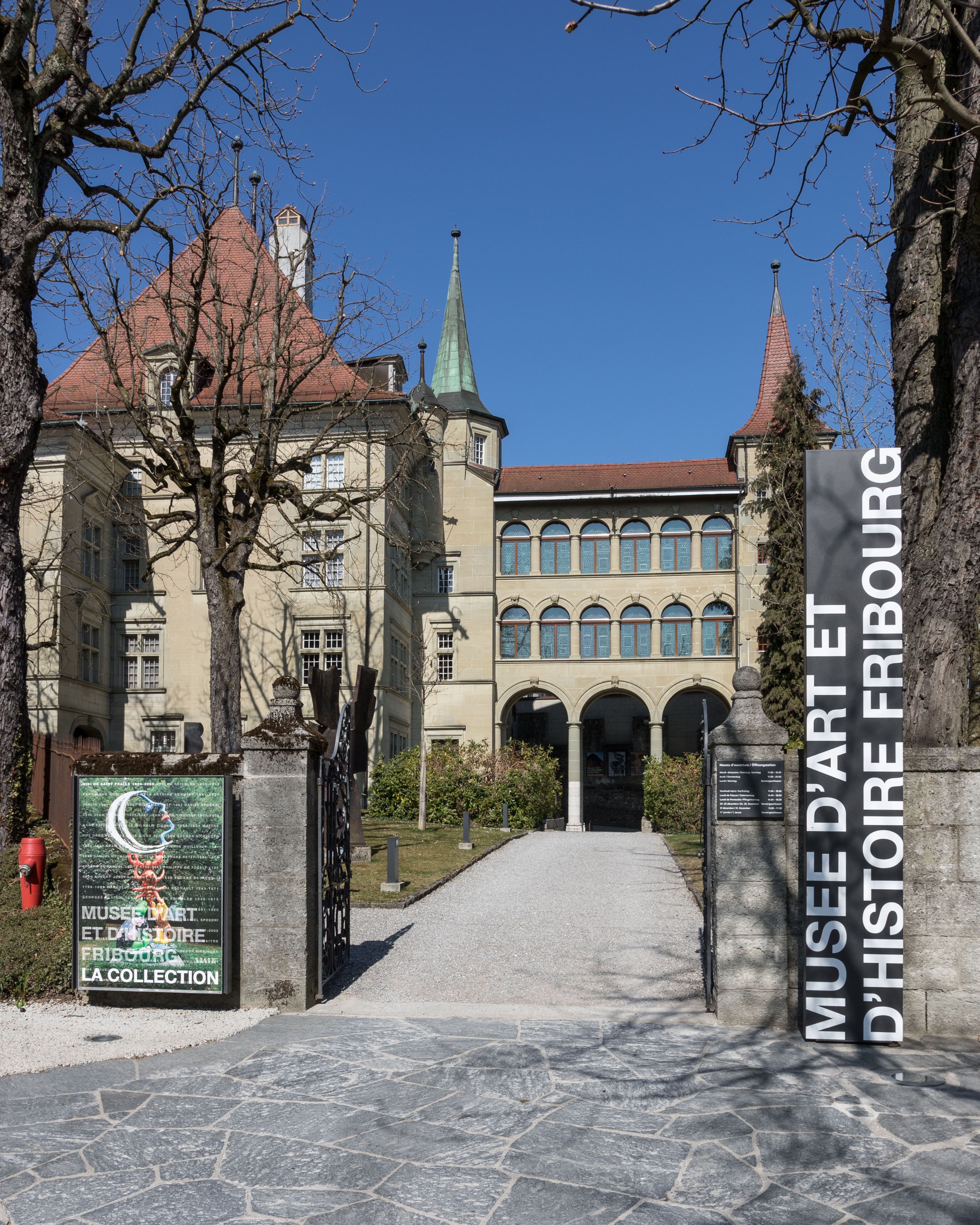
Musée d'Art et d'Histoire de Fribourg

- Galerie d'art Albright-Knox, Buffalo (New York)[3].
- Columbus Museum of Art, Columbus (Ohio).
- Yale University Art Gallery, New Haven.
- Museum of Modern Art, New York[33] :
  - Portrait de Marcel Duchamp, crayon, 55 × 34 cm.
  - L'escalier infini, technique mixte sur papier, 1920, 65 × 50 cm.
- Philadelphia Museum of Art, Philadelphie, 24 œuvres[34], dont :
  - Portrait de Marcel Duchamp, dessin, 55 × 35 cm[35].

### France
- Musée Grimaldi, Antibes.
- Musée national de la coopération franco-américaine, château de Blérancourt[3].
- Musée d'Art et d'Histoire de Cognac.
- Manufacture des Gobelins, Désaggrégation, tapisserie de lice 295x358cm[36]
- Mobilier national, Paris, Désagrégation, carton de tapisserie 310x368cm[37].
- Musée d'Art moderne de la ville de Paris :
  - La partie de thé, huile sur toile, 1914[38].
  - Explicatif / manifeste Tabu, huile et collage sur toile, 1914.
  - Parfums de toilette, huile, 1915[39].
  - Le Clown, assemblage, 1916[31],[40].
  - Virginité en déplacement, huile, 1916[41].
  - O = T + T + O, huile, 1918[42].
  - Tschuchigniagui, gouache sur papier, 1920[43].
  - Architecture universelle, huile, 1920[44].
  - Laboratoire d'idées, aquarelle et toile, 1921[45].
  - La mariée dévissée, huile sur toile, 1921[46].
  - Mystère acatène, huile sur toile, 1921.
  - Mouvement cosmique, huile, 1921[47].
  - Naissance d'une aube légère, huile sur toile, 1922[48].
  - Voyage cosmique, huile sur toile, 1922[49].
  - Deux femmes au long cou, huile, 1922[50].
  - Trois têtes, huile, 1928[51].
  - Voyage océanique, huile, 1930[52].
  - Maternité, huile, 1942[53].
  - Bouquet, huile, 1944[54].
  - La joie de vivre, huile, 1951[55].
  - Les Univers et le Créateur, huile, 1957[56].
- Musée national d'Art moderne, Paris :
  - Les œufs, aquarelle et gouache sur papier 41 × 57 cm, 1912.
  - Portrait de Suzanne Duchamp, crayon 30 × 23 cm, 1916.
  - Jeannette, figure de femme et fleurs, huile sur panneau 100 × 81 cm, avant 1939.
- Petit Palais, Paris, La partie de thé, huile sur toile 81x100cm, 1914 (donation Maurice Girardin)[57].
- Musée d'Art moderne et contemporain de Saint-Étienne Métropole.

### Israël
- Musée d'Israël, Jérusalem, Sans titre, gouache et collage 50x36cm[58].

### Royaume-Uni
- Tate Modern, Londres, Portrait de Thomas A. Edison, 1920[59].

### Suisse
- Musée d'Art et d'Histoire de Fribourg, Si oui ou si non, 1915.
- Musée Caccia, Lugano.

## Espace public
- Décor en gemmail, station de métro Franklin D. Roosevelt, Paris, 1957[60].

### Fonds d'archives
- Archives of American Art, Smithsonian Institution, Washington, fonds de correspondance de Jean Crotti avec Francis Picabia, Jean Cocteau, Henri Matisse, Raoul Dufy, Pablo Picasso (descriptif en ligne).